# 31 décembre en sport
31 novembre 31 janvier
Chronologies thématiques
- Croisades
- Ferroviaires
- Disney

Le 31 décembre (365e jour de l'année ou 366e en cas d'année bissextile) en sport.

## Événements

### XIXesiècle
- 1878
  - (Baseball) : plus de huit millions de battes de baseball ont été vendues aux É.-U. au cours de l’année 1878.

### XXIesiècle
- 2001 :
  - (Tennis / Tournoi d'Adélaïde) : le Britannique Tim Henman remporte le Tournoi d'Adélaïde à la suite de sa victoire en finale contre l'Australien Mark Philippoussis (6-4, 6-7, 6-3).
- 2022 :
  - (Compétition automobile /Rallye-raid) : début de la 45e édition du Rallye Dakar qui se déroule jusqu'au 15 janvier 2023 en Arabie saoudite pour la quatrième fois. Le parcours commence à un "Sea Camp" près de Yanbu, sur la côte de la mer Rouge, et se terminera à Dammam, sur la côte du golfe Persique[1].

## Naissances

### XIXesiècle
- 1857 : 
  - King Kelly, joueur de baseball américain. († 8 novembre 1894).
- 1860 : 
  - Horace Lyne, joueur de rugby à XV gallois. (5 sélections en équipe nationale). († 1er mai 1949).
- 1884 : 
  - Charles Renaux, footballeur français. (1 sélection en équipe de France). († 17 octobre 1971).

### XXesièclede1901à1950
- 1917 :
  - Red Heron, hockeyeur sur glace canadien. († 14 décembre 1990).
- 1918 : 
  - Gunder Hägg, athlète de demi-fond suédois. Détenteur du record du monde du 1500 mètres du 10 août 1941 au 17 août 1943, du 7 juillet 1944 au 29 juin 1952. († 27 novembre 2004).
- 1924 : 
  - Boris Koulaguine, hockeyeur sur glace puis entraîneur soviétique. Entraîneur de l'équipe nationale championne olympique aux Jeux d'Innsbruck 1976 et celui des équipes championne du monde de hockey sur glace 1973, 1974 et 1975. († 25 janvier 1988).
  - Victoria Draves, plongeuse américaine. Championne olympique du tremplin à 3 m et de la plateforme à 10m aux Jeux de Londres 1948. († 11 avril 2010).
- 1931 : 
  - Michel Bernard, athlète de demi-fond puis dirigeant sportif français. Président de la FFA de 1985 à 1987. († 14 février 2019).
  - Jean Fournet-Fayard, footballeur puis dirigeant sportif français. Président de FFF de 1985 à 1993. († 9 février 2020).
- 1937 :
  - Milutin Šoškić, footballeur yougoslave puis serbe. Champion olympique aux jeux de Rome 1960. (50 sélections avec l'équipe de Yougoslavie). († 27 août 2022).
- 1939 :
  - Willye White, athlète de saut et de sprint américaine. Médaillée d'argent du saut en longueur aux Jeux de Melbourne 1956 et médaillé d'argent du 4×100 m aux Jeux de Tokyo 1964. († 6 février 2007).
- 1941 : 
  - Alex Ferguson, footballeur puis entraîneur écossais. Entraîneur des équipes vainqueur des Coupe d'Europe des vainqueurs de coupe 1983 et 1991, des Ligue des champions 1999 et 2008.
- 1946 :
  - Cliff Richey, joueur de tennis américain.
- 1948 : 
  - René Robert, hockeyeur sur glace canadien. († 22 juin 2021).
- 1949 : 
  - Neil Crang, pilote de courses automobile australien. († 20 juillet 2020).

### XXesièclede1951à2000
- 1952 :
  - Jean-Pierre Rives, joueur de rugby français. Vainqueur des Grand Chelem 1977 et 1981, du Tournoi des cinq nations 1983. (59 sélections en équipe de France).
- 1955 :
  - Gregor Braun, cycliste sur piste et sur route allemand. Champion olympique de poursuite individuelle et par équipes aux Jeux de Montréal 1976. Champion du monde de cyclisme sur piste de la poursuite par équipes 1975, 1977 et 1978. Vainqueur du Tour d'Allemagne 1980.
- 1956 :
  - Hussein Ahmed Salah, athlète de fond djiboutien. Médaillé de bronze du marathon aux Jeux de Séoul 1988. Champion d'Afrique d'athlétisme du marathon 1985.
- 1957 :
  - Fabrizio Meoni, pilote moto de rallye-raid italien. Vainqueur des Rallye Dakar 2001 et 2002. († 11 janvier 2005).
  - Dominic Vittet, navigateur français.
- 1958 :
  - Geoff Marsh, joueur de cricket australien. (50 sélections en test cricket).
- 1960 :
  - Steve Bruce, footballeur puis entraîneur anglais.
- 1962 :
  - Tyrone Corbin, basketteur américain.
- 1963 :
  - Paul Gillis, hockeyeur sur glace canadien.
- 1966 :
  - Jean-Noël Cabezas, footballeur puis entraîneur français.
- 1971 :
  - Brent Barry, basketteur américain.
- 1972 :
  - Grégory Coupet, footballeur français. (34 sélections en équipe de France), Vainqueur de la Coupe des confédérations en 2001 et 2003.
- 1974 :
  - Tony Kanaan, pilote de courses automobile brésilien.
- 1979 :
  - Jan Marek, hockeyeur sur glace tchèque. († 7 septembre 2011).
  - Danny Watts, pilote de courses automobile anglais.
- 1980 :
  - Richie McCaw, joueur de rugby à XV néo-zélandais. Champion du monde de rugby 2011 et 2015. Vainqueur des Tri-nations 2002, 2003, 2005, 2006, 2007, 2008, 2010, des The Rugby Championship 2012, 2013 et 2014. (148 sélections en équipe nationale).
  - Carsten Schlangen, athlète de demi-fond allemand.
- 1981 :
  - Francisco García, basketteur dominicain. (10 sélections en équipe nationale).
- 1982 :
  - Charles Judson Wallace, basketteur américano-congolais.
- 1983 :
  - Jana Veselá, basketteuse tchèque. Championne d'Europe de basket-ball 2005. Victorieuse des Euroligues féminine de basket-ball 2012 et 2015. (7 sélections en équipe nationale).
- 1984 :
  - Amélie Coquet, footballeuse française. (17 sélections en équipe de France).
  - Corey Crawford, hockeyeur sur glace canadien.
  - Martin Millerioux, hockeyeur sur glace français.
- 1985 :
  - Victoire L'or Ngon Ntame, volleyeuse camerounaise. Championne d'Afrique féminin de volley-ball 2017.
- 1986 :
  - Emmanuel Koné, footballeur ivoirien. (22 sélections en équipe nationale).
  - Yekaterina Kostetskaya, athlète de demi-fond russe.
  - Olga Raonić, volleyeuse serbe. (12 sélections en équipe nationale).
- 1987 :
  - Korcan Çelikay, footballeur turc.
  - Javaris Crittenton, basketteur américain.
  - Seydou Doumbia, footballeur ivoirien. (37 sélections en équipe nationale).
  - Julie Duval, joueuse de rugby à XV française. Victorieuse des Grand Chelem 2014 et 2018 ainsi que du Tournoi des Six Nations féminin 2016. (45 sélections en équipe de France).
  - Réginal Goreux, footballeur belgo-haïtien. (28 sélections avec l'équipe d'Haïti).
  - Émilie Le Pennec, gymnaste française. Championne olympique des barres asymétriques aux Jeux d'Athènes 2004. Championne d'Europe de gymnastique des barres asymétriques et médaillée de bronze du sol 2005.
  - Nemanja Nikolić, footballeur hongrois. (43 sélections en équipe nationale).
  - Fabricio Agosto Ramírez, footballeur espagnol.
- 1988 :
  - Álex Colomé, joueur de baseball dominicain.
  - Joyce Cousseins-Smith, basketteuse française.
  - Kyle Johnson, basketteur anglais.
  - Alain Traoré, footballeur franco-burkinabé. (66 sélections avec l'équipe du Burkina Faso).
- 1989 :
  - Mamadou Bagayoko, footballeur ivoirien. (16 sélections en équipe nationale).
  - Kelvin Herrera, joueur de baseball dominicain.
  - Line Jørgensen, handballeuse danoise. Victorieuse de la Coupe EHF de handball féminin 2011, de la Coupe d'Europe des vainqueurs de coupe de handball féminin 2015 et de la Ligue des champions de handball féminin 2016. (149 sélections en équipe nationale).
  - Brydan Klein, joueur de tennis australien puis britannique.
  - Mohammed Rabiu, footballeur ghanéen. (31 sélections en équipe nationale).
  - Tsvetan Sokolov, volleyeur bulgare. Vainqueur des Ligue des champions 2010, 2011 et 2019. (71 sélections en équipe nationale).
- 1990 :
  - Patrick Chan, patineur artistique individuel canadien. Médaillé d'argent aux Jeux de Sotchi 2014. Champion du monde de patinage artistique messieurs 2011, 2012 et 2013.
  - Charles Philibert-Thiboutot, athlète de demi-fond canadien.
  - Tjiuee Uanivi, joueur de rugby à XV namibien. (33 sélections en équipe nationale).
  - Baba Tchagouni, footballeur togolais. (11 sélections en équipe nationale).
- 1991 :
  - Kelsey Bone, basketteuse américaine. Victorieuse de l'Euroligue féminine de basket-ball 2014.
  - Gréta Szakmáry, volleyeuse hongroise. (85 sélections en équipe nationale).
- 1993 :
  - Ryan Blaney, pilote automobile de NASCAR américain. Vainqueur du NASCAR 2023.
  - Saoussen Boudiaf, sabreuse franco-algérienne. Médaillée d'argent du sabre par équipes aux mondiaux 2014. Médaillée d'argent du sabre par équipes aux CE Europe 2014 et 2016 puis Championne d'Afrique par équipes 2022 et en individuel 2023.
  - Christopher Tolofua, joueur de rugby à XV français. Vainqueur de la Coupe d'Europe de rugby à XV 2019. (8 sélections en équipe de France).
  - Denis Vasilev, handballeur russe. (21 sélections en équipe nationale).
- 1994 :
  - Pape Djibril Diaw, footballeur sénégalais. (1 sélection en équipe nationale).
- 1995 :
  - Gabrielle Douglas, gymnaste artistique américaine. Championne olympique du concours général individuel et par équipes aux Jeux de Londres 2012 puis championne olympique du concours par équipes aux Jeux de Rio 2016. Championne du monde de gymnastique artistique du concours général par équipes 2011 et 2015.
  - Edmond Sumner, basketteur américain.
- 1997 :
  - Ludovic Blas, footballeur français.
  - Antoine Gibert, joueur de rugby à XV français.
- 2000 :
  - Wale Musa Alli, footballeur nigérian.

### XXIesiècle
- 2001 :
  - Cameron Brink, joueuse de basket-ball américaine.
- 2002 :
  - Ryan Flamingo, footballeur néerlandais.
  - Amankwah Forson, footballeur ghanéen.

## Décès

### XXesièclede1901à1950
- 1907 :
  - Garrett Serviss, 26 ans, athlète de saut américain. Médaillé d'argent de la hauteur aux Jeux de Saint-Louis 1904. (° ? janvier 1881).
- 1935 :
  - Pierre Failliot, 48 ans, athlète de sprint, de haies et d'épreuves combinées puis joueur de rugby français. Médaillé d'argent du relais 4×400m aux Jeux de Stockholm 1912. (8 sélections en équipe de France). (° 25 février 1889).
- 1948 : 
  - Malcolm Campbell, 63 ans, pilote de courses automobile britannique. (° 11 mars 1885).
- 1949 : 
  - Nándor Dáni, 78 ans, athlète de demi-fond hongrois. Médaillé d'argent du 800m aux Jeux d'Athènes 1896. (° 30 mai 1871).
- 1950 : 
  - Jules Buysse, 49 ans, cycliste sur route belge. (° 13 août 1901).

### XXesièclede1951à2000
- 1967 : 
  - Arthur Mailey, 81 ans, joueur de cricket puis journaliste australien. (21 sélections en test cricket). (° 3 janvier 1886).
- 1972 : 
  - Roberto Clemente, 38 ans, joueur de baseball portoricain. (° 18 août 1934).
- 1993 : 
  - Bill Cowley, 81 ans, hockeyeur sur glace canadien. (° 12 juin 1912).
- 1994 : 
  - Bruno Pezzey, 39 ans, footballeur puis entraîneur autrichien. (89 sélections en équipe nationale). (° 3 février 1955).
  - Woody Strode 80 ans, joueur de foot U.S. américain. (° 28 juillet 1914).
- 1995 : 
  - Bill Nyrop, 43 ans, hockeyeur sur glace américain. (° 23 juillet 1952).

### XXIesiècle
- 2002 :
  - Flaviano Vicentini, 60 ans, coureur cycliste italien. (° 21 juin 1941).
- 2010 : 
  - Raymond Impanis, 85 ans, cycliste sur route belge. Vainqueur des Gand-Wevelgem 1952 et 1953, de Paris-Roubaix 1954, du Tour des Flandres 1954, de la Flèche wallonne 1957. (° 18 octobre 1925).
- 2017 :
  - Frédéric Forte, 47 ans, basketteur puis entraîneur et dirigeant sportif français. Vainqueur de la Ligue des champions d'Europe de basket-ball 1993. (75 sélections en équipe de France). Président du Limoges CSP Élite de 2004 à 2008. (° 27 janvier 1970).